# Torre dei Templari
La Torre dei Templari (anche nota come Torre Templare) è un antico edificio situato nel centro storico di San Felice Circeo in Lazio.

## Storia
La torre, l'unico edificio riconducibile con certezza ai Cavalieri del Tempio, venne eretta tra il 1240 e il 1259 dai monaci templari durante la loro permanenza sul promontorio laddove probabilmente già sorgeva un preesistente monumento di età romana.
Ai primi dell'Ottocento il principe Stanislao Poniatowski vi fece installare il caratteristico orologio sul cui quadrante sono segnati solo sei numeri e la cui unica lancetta gira quattro volte nelle ventiquattro ore. Le ore quindi sono scandite da un martello che batte su una campanella.

## Descrizione
La torre presenta un solido impianto quadrato che in origine sviluppava un alzato di due livelli, come si evince dalla merlatura, ora inglobata nella successiva sopraelevazione ma che può essere ancora intravista. A circa metà dell’alzato prende corpo un leggero restringimento volumetrico, segnato da una cornice lavorata con una profilatura a 45°.
Sembra che il vano inferiore, coperto da una volta a botte acuta e del tutto privo di aperture, svolgesse la funzione di cisterna per la raccolta dell’acqua, così da destinare al vano sopraelevato, accessibile dalla porta laterale ancora oggi in uso, e all’attico del mastio le funzioni più specificamente difensive.
Le caratteristiche tipologiche della struttora non rientrano nei canoni delle case-torri delle famiglie di alto lignaggio, diffuse a Roma e nel Lazio durante il Medioevo, ma sono più facilmente accostabili al linguaggio dell’architettura militare elaborata nell’Oriente Crociato nel corso del XII secolo.

## Galleria d'immagini

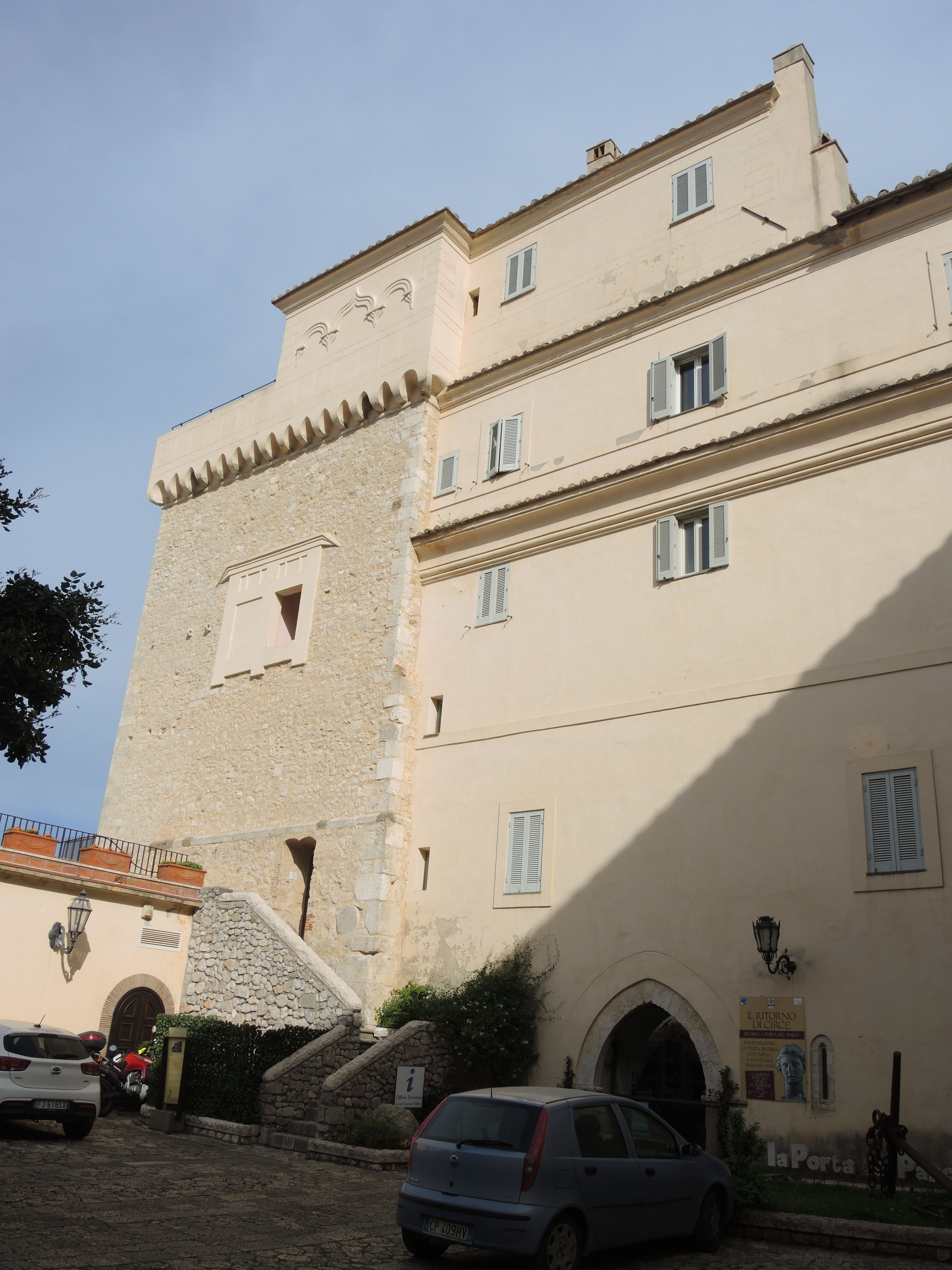
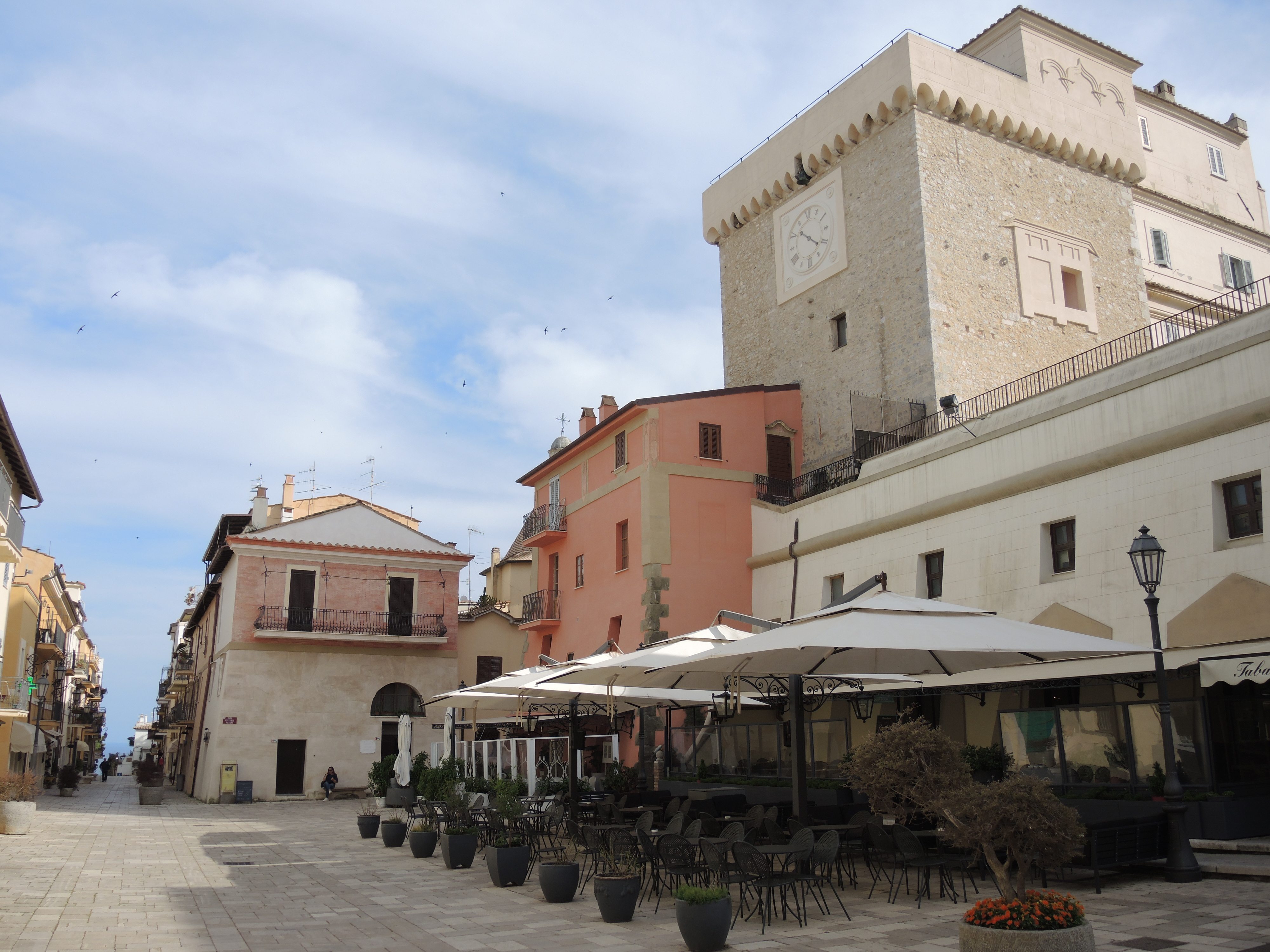
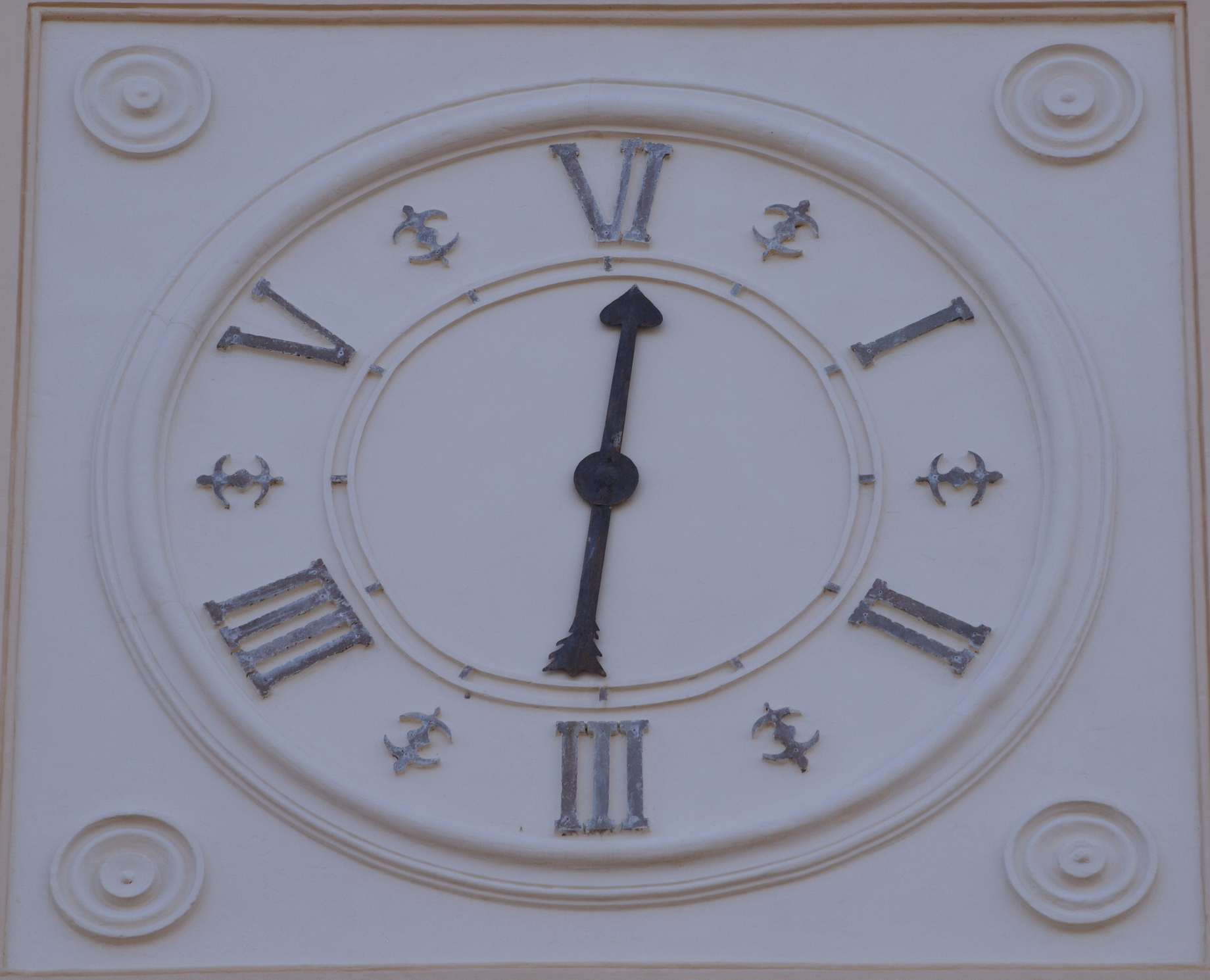